# کره چشم
‌اندام بینایی از کره چشم و عضلات آن، دستگاه اشکی و ابروها تشکیل شده‌است. کُرهٔ چشم (انگلیسی: Globe) در کاسه چشم قرار دارد و توسط چربی احاطه شده و به شکل کره‌ای است که یک‌ششم آن در جلو برآمده شده باشد. قطر قدامی – خلفی آن حدود ۲۴ میلی‌متر می‌باشد که افزایش یا کاهش همین قطر است که باعث دور و نزدیک‌بینی می‌شود. کره چشم دارای سه لایه است که از خارج به داخل عبارتند از: لایه بیرونی یا لایه رشته‌ای (صلبیه و قرنیه)، لایه میانی یا لایه عروقی (مشیمیه، جسم مژگانی و عنبیه) و لایه درونی یا لایه عصبی (شبکیه).
لایه رشته‌ای یک لایه کروی شکل می‌باشد و شامل دو قسمت است: جلو آن را قرنیه و عقب آن را صُلبیه می‌نامند.
لایه درونی از جنس بافت عصبی است و شبکیه نام دارد و دارای یک لایه بیرونی به نام اپی‌تلیوم رنگدانه‌ای و یک لایه درونی به نام شبکیه ویژه می‌باشد. شبکیه ویژه حساس به نور، بخشی از دستگاه عصبی مرکزی است و از طریق عصب بینایی با مغز ارتباط می‌یابد.
چشم دارای ۳ محفظه می‌باشد:
- محفظه پیشین که فضای بین قرنیه و عنبیه و عدسی را در بر می‌گیرد.
- محفظه  پسین که بین عنبیه، جسم مژگانی و الیاف زنول از یک سو و عدسی از سوی دیگر قرار دارد.
اتاق‌های جلویی و عقبی به وسیله مایعی پر می‌باشد. مایعی به نام زلالیه که پروتئین کمی دارد.
- فضای  زجاجیه که پشت عدسی و الیاف زنول قرار گرفته و توسط شبکیه احاطه شده‌است. فضای وتیره توسط یک ماده ژلاتینی به نام جسم زجاجیه پر می‌شود.